# Tango Sólo
Tango Sólo (2002) ist ein Theaterstück des Autors Torsten Buchsteiner. Es beschreibt vierundzwanzig Stunden im Leben von zwölf Tango-Tänzern der Berliner Tangoszene. Das Theaterstück wurde im Jahre 9. Juni 2005 am Divadlo na Vinohradech in Prag in tschechischer Sprache uraufgeführt. Regie führte Petr Svojtka.

## Handlung
Das Stück beginnt mit der Vorstellung der zwölf Tänzer. Sie treten aus einer Chorus Line heraus und erzählen, warum sie ihr Leben dem Argentinischen Tango verschrieben haben. Die beiden Protagonisten Angelo und Laura gehen sogar noch einen Schritt weiter. Sie bezeichnen sich als Tangoholiker, also als psychisch und physisch abhängig vom Tango.
In den folgenden Szenen bereiten sich Angelo und Laura nach einem immergleichen Ritual auf den Abend im Ballhaus vor. Sie planen den Abend wie einen Bühnenauftritt, um so viel wie möglich Beachtung zu erlangen und die eigene Leere und Einsamkeit zu übertünchen.
Am Abend im Ballhaus (dem umfangreichsten Teil des Stücks) treffen sich alle Tänzer wieder. Es entspinnt sich ein Netz aus Eitelkeiten, Sticheleien und Amouren. Auch Angelo und Laura sind schon lange ineinander verliebt, doch sie gestehen es weder sich selber noch dem andern gegenüber ein. Sie fürchten ihren Status zu verlieren, denn die goldene Regel im Ballhaus besagt: Jage – aber verliebe dich nie! Im Tango zählt immer nur der Moment. Und so verkehrt sich ihre Liebe in gegenseitige Verletzungen. In einem Wettbewerb stacheln sich Angelo und Laura gegenseitig an und schüren ihre Eifersucht, indem sie zwei willige Opfer verführen. Zwar muss Angelo aufgrund einer verlorenen Wette noch einen Tango mit Laura tanzen und dabei entflammen ihre Gefühle füreinander wieder. Trotzdem nimmt jeder sein Opfer mit nach Hause. Aber für beide verläuft die Nacht katastrophal.
Als sie sich am nächsten Tag beim Tango-Unterricht treffen, eskaliert die Situation. Angelo und Laura gehen aufeinander los und erst in der größten Verzweiflung gestehen sie einander ihre wahren Gefühle. Schlussendlich lässt das Stück offen, ob dieses Glück von Dauer sein kann – oder ob der Geist des Tango wieder von ihnen Besitz ergreift.

## Stückzitate
„Der Tango ist der erotischste Tanz, den es gibt. Und er ist der archaischste Tanz in Bezug auf die Rollenverteilung zwischen Mann und Frau. Tango ist Krieg. Tango ist Kampf. Tango ist Sparring. Tango ist Leidenschaft, Rivalität und Eifersucht. Tango ist Schweiß. Erotik pur. - Das Leben da draußen ist so unerotisch. Deswegen tanze ich.“ (Laura)
„Einmal hab ich versucht, mit diesem Tango-Wahnsinn aufzuhören, aber … nach einer Woche war ich kurz vorm durchdrehen. Ich hab am ganzen Körper gezittert wie ein gottverdammter Junkie. Ich bin komplett abhängig von Tango. Ich bin … Tangoholiker.“ (Angelo)

## Hintergrund
Das Theaterstück Tango Sólo wurde zuerst im S. Fischer Verlag veröffentlicht, der auch die Weltpremiere in Prag lancierte. Seit 2008 wird das Stück vom Henschel SCHAUSPIEL Theaterverlag Berlin vertreten. Dort liegen auch die Filmrechte.
Die tschechische Übersetzung wurde von Pavel Michele mit Unterstützung des Goethe-Institut Prag erstellt. Das Stück wurde außerdem ins Englische übersetzt.

## Rezensionen
„Die Tangomania bricht in Prag aus.“ (Radio Praha)
„Die Stückkonstruktion erinnert an Ettore Scolas berühmten Ballhaus Film von 1983.“ (DNES Prag, nur tschechisch)
„Das Stück ist außergewöhnlich gut – wie auch Buchsteiners Debüt „Spieler“.“
„Eine schillernde Farce aus Eitelkeiten, Befindlichkeiten und der Unfähigkeit, reale Bindungen zu echten Menschen einzugehen. Tango Sólo – der Tanz mit sich selbst.“ (Tangodanza, Deutschland)
„Ein Nachtstück. Ein Tanz-, Rausch- und Leidenschaftsstück.“ (Gerhard Jörder, ZEIT)
„Der Schauspieler und Autor Buchsteiner schreibt konkrete, lebendige Dialoge.“ (Lidové Noviny, Prag)
„Eine dankbare Verbindung zwischen Schauspiel und Tanztheater.“ („Hospodářské noviny“, Prag)
„Der ursprüngliche Titel „Anonyme Tangoholiker“ drückt prägnant die totale Tango-Abhängigkeit als Lebensprinzip aus.“ (Právo, Prag)
„Eine stilsichere Codierung, schnell, pointiert, kalt – eine Art Boulevard im Kühlschrank.“ („Thalia Theater“ Jury, Autorentage 2003)